# Половчиново
Половчиново — деревня в Макарьевском районе Костромской области России. Входит в состав Унженского сельского поселения.

## География
Деревня находится в южной части Костромской области, в подзоне южной тайги, на правом берегу реки Унжи, к востоку от автодороги Р243, на расстоянии приблизительно 8 километров (по прямой) к северо-востоку от города Макарьева, административного центра района.

### Климат
Климат характеризуется как умеренно континентальный, с умеренно холодной многоснежной зимой и коротким сравнительно тёплым летом. Средняя температура воздуха самого холодного месяца (января) — −12 °C; самого тёплого месяца (июля) — 18 °C . Безморозный период длится около 130 дней. Продолжительность периода активной вегетации растений (выше 10 °C) составляет примерно 110—140 дней. Годовое количество атмосферных осадков —около 600 мм, из которых большая часть выпадает в тёплый период. Снежный покров держится в течение 150—155 дней.

### Часовой пояс
Деревня Половчиново, как и вся Костромская область, находится в часовой зоне МСК (московское время). Смещение применяемого времени относительно UTC составляет +3:00.

## Население
| 2008 | 2010 | 2014 |
| ---- | ---- | ---- |
| 48   | ↘43  | ↗51  |

### Национальный состав
Согласно результатам переписи 2002 года, в национальной структуре населения русские составляли 100 % из 50 чел.